# Snowboard na ZOI 2010.
Natjecanje u snowboardu na ZOI 2010. održavalo se na Cypress Bowl Ski Area u razdoblju od 15. do 27. veljače 2010. godine.

## Rezultati natjecanja
Ukupno su se održala natjecanja u šest disciplina na ZOI: 
| Muške discipline     | Ženske discipline    |
| -------------------- | -------------------- |
| paralelni veleslalom | paralelni veleslalom |
| halfpipe             | halfpipe             |
| snowboard cross      | snowboard cross      |

## Muškarci

### Halfpipe
| Plasman | Država    | Športaš             | Bodova |
| ------- | --------- | ------------------- | ------ |
| 1.      | SAD       | Shaun White         | 48,4   |
| 2.      | Finska    | Peetu Piiroinen     | 45,0   |
| 3.      | SAD       | Scotty Lago         | 42,8   |
| 4.      | Švicarska | Iouri Podladtchikov | 42,4   |
| 5.      | SAD       | Louie Vito          | 39,4   |
| 6.      | Finska    | Markku Koski        | 36,4   |
| 7.      | Kanada    | Justin Lamoureux    | 35,9   |
| 8.      | Japan     | Kazuhiro Kokubo     | 35,7   |
| 9.      | Japan     | Ryō Aono            | 32,9   |
| 10.     | Francuska | Mathieu Crepel      | 25,9   |
| 11.     | Finska    | Markus Malin        | 18,6   |
| 12.     | SAD       | Greg Bretz          | 18,3   |

Datum: 17. veljače 2010

13:05h, 17:15 h (kvalifikacije), 19:15h (finale)

### Snowboardcross (muški)
| Plasman | Država    | Športaš        |
| ------- | --------- | -------------- |
| 1.      | SAD       | Seth Wescott   |
| 2.      | Kanada    | Mike Robertson |
| 3.      | Francuska | Tony Ramoin    |
| 4.      | SAD       | Nate Holland   |
| 5.      | Kanada    | Robert Fagan   |
| 6.      | Austrija  | Lukas Grüner   |
| 7.      | Austrija  | Mario Fuchs    |
| 8.      | Njemačka  | David Speiser  |

Datum: 

15. veljače 2010. 

10:30h (kvalifikacije), 14:00h (finale)

### Paralelni veleslalom
| Mjesto | Država    | Športaš            |
| ------ | --------- | ------------------ |
| 1.     | Kanada    | Jasey-Jay Anderson |
| 2.     | Austrija  | Benjamin Karl      |
| 3.     | Francuska | Mathieu Bozzetto   |
| 4.     | Rusija    | Stanislaw Detkow   |
| 5.     | Švicarska | Simon Schoch       |
| 6.     | Slovenija | Žan Košir          |
| 7.     | SAD       | Chris Klug         |
| 8.     | Slovenija | Rok Flander        |

Datum: 27. veljače 2010.

10:00h (kvalifikacije), 12:15 h (finale)

## Žene

### Snowboardcross (žene)
| Plasman | Država                 | Športašica          |
| ------- | ---------------------- | ------------------- |
| 1.      | Kanada                 | Maëlle Ricker       |
| 2.      | Francuska              | Deborah Anthonioz   |
| 3.      | Švicarska              | Olivia Nobs         |
| 4.      | Norveška               | Helene Olafsen      |
| 5.      | SAD                    | Lindsey Jacobellis  |
| 6.      | Francuska              | Nelly Moenne-Loccoz |
| 7.      | Švicarska              | Mellie Francon      |
| 8.      | Ujedinjeno Kraljevstvo | Zoe Gillings        |

Datum: 16. Veljače 2010

### Halfpipe
| Plasman | Država     | Športašica        | Bodova        |
| ------- | ---------- | ----------------- | ------------- |
| 1.      | Australija | Torah Bright      | 45,0          |
| 2.      | SAD        | Hannah Teter      | 42,4          |
| 3.      | SAD        | Kelly Clark       | 42,2          |
| 4.      | NR Kina    | Jiayu Liu         | 39,3          |
| 5.      | Francuska  | Sophie Rodriguez  | 34,4          |
| 6.      | Kanada     | Mercedes Nicoll   | 34,3          |
| 7.      | NR Kina    | Zhifeng Sun       | 33,0          |
| 8.      | Australija | Holly Crawford    | 30,3          |
| 9.      | Švicarska  | Ursina Haller     | 27,9          |
| 10.     | SAD        | Elena Hight       | 24,6          |
| 11.     | SAD        | Gretchen Bleiler  | 14,7          |
|         | Španjolska | Queralt Castellet | Nije startala |

Datum: 18. veljače 2010.

## Zemlje sudionice koje su kvalificirale svoje športaše za natjecanja
U zagradi se nalazi broj športaša iz svake zemlje.
| - Andora (1) - Australija (7) - Austrija (15) - Belgija (1) - Brazil (1) - Bugarska (2) - Kanada (20) - NR Kina (5) - Češka (5) - Danska (1) - Finska (5) - Francuska (18) - Ujedinjeno Kraljevstvo (4) - Njemačka (10) | - Italija (11) - Japan (12) - Nizozemska (2) - Novi Zeland (4) - Norveška (10) - Poljska (4) - Rusija (6) - Slovenija (7) - Južna Koreja (1) - Španjolska (4) - Švicarska (18) - Švedska (1) - SAD (20) |

## Lista medalja
| Mjesto | Država    | Zlato | Srebro | Bronca | Ukupno |
| ------ | --------- | ----- | ------ | ------ | ------ |
| 1.     | SAD       | 2     | 1      | 2      | 5      |
| 2.     | Kanada    | 1     | 1      | –      | 2      |
| 3.     | Austrija  | 1     | 0      | 0      | 1      |
| 4.     | Francuska | –     | 1      | 1      | 2      |
| 5.     | Finska    | -     | 1      | -      | 1      |
| 6.     | Švicarska | -     | -      | 1      | 1      |

## Vanjske poveznice
- Vancouver 2010. - Snowboard